# スローモーションをもう一度
『スローモーションをもう一度』（スローモーションをもういちど）は、加納梨衣による日本の漫画。『週刊ビッグコミックスピリッツ』（小学館）にて、2016年37・38合併号から2018年25号まで連載された。
現代の高校生が主人公の作品であるが、1980年代のポップカルチャーがキーワードになっており、作中には80年代に活躍したアイドル、流行した歌謡曲、グッズやアイテムが数多く登場する。また、各タイトルも同様に80年代のヒット曲から引用している。
マンガ大賞2018一次選考作品に選出された。

## あらすじ
大滝洋樹（大滝くん）は運動神経抜群、友人も多く女子からの人気も高いいわゆるリア充な学校生活を送るイマドキな高校一年生。一方で、1980年代のアイドルや歌謡曲、玩具などに強く惹かれ、愛しさすら感じる少年である。しかし、友人らには“古い”ものに興味を持っていることを悟られないようにしている。常に最新のものを好む彼らの輪から外れないように話を合わせているが、どこかノリきれない。
ある時、クラスでも地味で目立たない薬師丸知世（薬師丸ちゃん）が自分と同じく、密かに80年代のポップカルチャーを愛好していることを知る。初めて“同じ趣味を持つ同世代”に出会った二人。やがて少しずつ距離が縮まり、互いに気になる存在になっていく。

## 登場人物
大滝 洋樹（おおたき ひろき）
都立高校に通う一年生。スポーツ万能で友人も多い。一見するとリア充な男子生徒。しかしそれは周囲に合わせて表向きを取り繕っているだけで、本当は80年代文化や当時のアイドル・歌謡曲などが大好きな少年である。過去にその趣味を友だちに打ち明けたところ「古い」と笑われたことがあり、以降、ひた隠すようになった。
ある日、薬師丸が職員室に定期券を忘れ、家が近いということから届けるよう教師から託される。渋々ながらも足を運ぶと、敷地内から中森明菜の楽曲が流れてきた。思いがけず薬師丸も自分と同じく80年代文化に傾倒していることが判明。同じ趣味を有する同世代に巡り合えたことに歓喜し、その気持ちを共有するようになる。初めは趣味を通じた友人として接していたが、やがて薬師丸のことを一人の女性として意識するようになっていく。
コミックスの登場人物紹介では「大滝くん」と記されている。
薬師丸 知世（やくしまる ともよ）
大滝と同級生で隣の席。学校では友人もほとんどいない、地味で目立たない女の子。
大滝と同じく80年代ポップカルチャーをこよなく愛している。自宅の敷地内に築30年以上の離れがあり、80年代のレコードやグッズが所狭しと並んでいる。普段は口下手で大人しい薬師丸がこの部屋では自身を解き放ち、80年代のアイドル歌手が着ていたようなドレスを身に纏って楽しんでいる。中森明菜の髪型をリスペクトしたレイヤーの入ったロングヘアにカットしている（斉藤由貴や岩井小百合が好んでしていたトップの高い位置（ゴールデンポイント）でのポニーテールにすることもある）が、普段は目立たないようにヘアブローを抑えているため前髪で目が隠れ、一見するとまとまりのない印象を受ける。身長はそれほど高くない。ややぷに子。
コミックスの人物紹介欄では「薬師丸ちゃん」と記されている。
大滝 ゆう子（おおたき ゆうこ）
洋樹の母。カラオケスナック「スローダンス」を営みながら女手一つで洋樹を育てている。
宇崎さん
薬師丸がよく足を運ぶバラエティーショップの店長。
そのこ
宇崎の孫娘。中学1年生。
松本
大滝、薬師丸の同級生。リア充。
小泉 典子（こいずみ のりこ）
「スローダンス」でアルバイトをしている女子大生。ショートカットが似合うボーイッシュな美人。
仲井戸（なかいど）
自称・薬師丸の幼なじみ。薬師丸に運命を感じており大滝を快く思っていない。裕福で厳格な家庭で育ち、学生時代はそれなりの成績を修めていた（終盤では海外留学をしている）。RCサクセションのファンである。
薬師丸 明子（やくしまる あきこ）
知世の母。眼鏡を外すと知世によく似た若々しい面立ちである。80年代に青春時代を送った世代。1982年当時、第2のSEIKOオーディション82'に出場した経験があり、アイドルに焦がれていた。現在、知世が使用している離れにあるレコードやステレオの類は、失踪した夫との思い出が詰まったものである。それ故に知世が80年代のポップカルチャーに傾倒するほど、心中に去来する思いに翻弄されてしまう。

## 書誌情報
帯には、1980年代の楽曲のタイトルやフレーズが引用されたものが付属している。本節ではあわせて記す。
- 加納梨衣 『スローモーションをもう一度』 小学館 〈ビッグコミックス〉、全7巻
  1. 2016年10月28日発売、ISBN 978-4-09-187849-6 - 『君に、胸キュン。』YMOの7枚目のシングル（1983年）タイトル
  2. 2017年1月30日発売、ISBN 978-4-09-189334-5 - 『いまのキミはピカピカに光って。』斉藤哲夫の楽曲（1980年）。宮崎美子が出演したミノルタ（現コニカミノルタ）のCMで使用されたキャッチコピーが流行した。
  3. 2017年4月28日発売、 978-4-09-189484-7 - 『恋、はじめまして。』岡田有希子の3rdシングル『-Dreaming Girl- 恋、はじめまして』（1984年）より引用
  4. 2017年7月28日発売、ISBN 978-4-09-189603-2 - 『Romanticが止まらない。』C-C-Bの3ｒｄシングル（1985年）タイトル
  5. 2017年10月30日発売、ISBN 978-4-09-189720-6 - 『好きだよと言えずに初恋は。』村下孝蔵の5枚目のシングル『初恋』（1983年）の歌詞より引用
  6. 2018年1月30日発売、ISBN 978-4-09-189780-0 - 『抱きしめてTONIGHT』田原俊彦の32枚目のシングル（1988年）タイトル
  7. 2018年5月30日発売、ISBN 978-4-09-189879-1 - 『甘い記憶Sweet Memories』松田聖子の14枚目のシングル（1983年）の歌詞より引用